# Соната для фортепиано № 9 (Прокофьев)
Соната для фортепиано № 9, Ор.103 - фортепианная соната Сергея Сергеевича Прокофьева. Год окончания работы над сонатой: 1947.Тональность: До мажор.

## Части
Соната состоит из 4-х частей:
I. Allegretto
II. Allegro strepitoso
III. Andante tranquillo
IV. Allegro con brio ma non troppo presto

## Описание
Первая часть, обозначенная автором как Allegretto, открывается атмосферой подчеркнуто отвлеченного спокойствия, а её широкие темы поддерживают гармоничный баланс между гротеском и лирикой. Развитие вовлекает их в сложный контрапунктный проход, который все же выдерживает начальное настроение, вплоть до заключения тем и коды, которая всплывает на мгновение перед полупечальным окончанием.
Следующее затем Allegro strepitoso представляет собой искрящееся скерцо, но без той подчёркнутой заострённости, которую мы находим в музыке раннего Прокофьева: здесь постоянно присутствует «за кадром» некоторая рефлексия, сглаживающая нарастание неясного чувства.
Andante tranquillo наполнено сияющей простотой, глубину которой придают нижние регистры, — хотя, на самом деле, неясное чувство получает здесь приращение некоторой оживляемой временами музыкальной идеей, ненадолго будоражащей атмосферу казалось бы неприступного спокойствия. Главная тема постоянно возвращается в различном оформлении, тогда как вторичная идея, с мчащимся полудрожанием голоса в басе, вызывает вдруг краткий кульминационный момент.
Новая ритмичная идея появляется в приглушенной коде, предвозвещающей, однако, бурную главную тему финального Allegro con brio, ma non troppo presto. С ним приходит разработанная в более устойчивых тонах, но уже не скрываемая вторая тема, хотя и тут в целом превалирует сдержанное настроение. Но постепенно борьба этих двух тем сходит на нет, и они уступают место тихой коде, возвращающей слушателя к началу сонаты. Здесь мы наблюдаем удивительно тщательную композиторскую работу по замыканию полного сонатного круга.